# Christian von Wernich
Christian Federico von Wernich (* 27. Mai 1938 in Concordia) ist ein deutschstämmiger katholischer Priester aus Argentinien.
Während der Militärdiktatur (1976–1983) war er Polizeikaplan in der Provinz Buenos Aires. Seine Position im Klerus missbrauchte er, um während der Beichte an Informationen politischer Gefangener zu gelangen.
Nach der Diktatur sandte ihn die Kirche in eine Gemeinde 250 km südlich von Buenos Aires. Ab 1996 versteckte er sich in Chile und lebte unter dem Tarnnamen Cristian González als Pfarrer in El Quisco. 2003 wurde er von dem Journalisten Hernán Brienza aufgespürt.
Am 9. Oktober 2007 wurde er von einem Gericht in La Plata wegen seiner Beteiligung an sieben Morden, 42 Entführungen und 31 Folterungen zu lebenslanger Haft verurteilt. In dem Verfahren wurden mehr als 120 Zeugen vernommen, darunter der Friedensnobelpreisträger Adolfo Pérez Esquivel, der Bischof und Befreiungstheologe Miguel Hesayne und der Priester und Menschenrechtler Rubén Capitanio, der gemeinsam mit von Wernich das Priesterseminar besucht hatte. Zeugen sagten aus, dass von Wernich sie unter Folter verhört habe und sich auch an Scheinhinrichtungen beteiligt habe. 2010 wurde bekannt, dass von Wernich weiterhin im Gefängnis als Priester tätig sei und dort die heilige Messe feiere.